# Toughest Man in Arizona
Toughest Man in Arizona (Brasil: O Valente do Arizona ) é um filme norte-americano de 1952, do gênero faroeste, dirigido por R. G. Springsteen e estrelado por Vaughn Monroe e Joan Leslie.

## Produção
Este é o segundo e último filme da carreira do barítono Vaughn Monroe, muito popular nas décadas de 1940 e 1950. Anteriormente, ele atuara no também faroeste Singing Guns (1950). Os dois filmes foram produzidos pela Republic Pictures.
Entre um tiro e outro, Monroe canta três canções: Hound Dog (Bay at the Moon, A Man's Best Friend Is His Horse e a balada The Man Don't Live Who Can Die Alone.
Entretanto, apesar dos esforços de Monroe, o destaque do elenco é Edgar Buchanan, um costumeiro ladrão de cenas, como o xerife Jim Hadlock.

## Sinopse
O xerife Matt Landry leva seu prisioneiro, o contrabandista de armas Girard, de volta a Tombstone. No caminho, encontra Mary Kimber e suas duas filhas, aparentemente as únicas sobreviventes de um ataque dos apaches. Já na cidade, Girard é libertado por seus capangas, com a ajuda do marido de Mary, o telegrafista Verne Kimber. Depois que roubam um carregamento de prata, Matt sai em seu encalço.

## Elenco
| Ator/Atriz      | Personagem         |
| --------------- | ------------------ |
| Vaughn Monroe   | Xerife Matt Landry |
| Joan Leslie     | Mary Kimber        |
| Edgar Buchanan  | Jim Hadlock        |
| Victor Jory     | Frank Girard       |
| Jean Parker     | Della              |
| Henry Morgan    | Verne Kimber       |
| Ian McDonald    | Steve Girard       |
| Lee MacGregor   | Jerry Girard       |
| Diana Christian | Joan Landry        |
| Bobby Hyatt     | Davey Billings     |
| Francis Ford    | Hanchette          |